# Kis-Pongrác projekt
A Budapest X. kerületében lévő Pongráctelep felújítására kezdeményezett Kis-Pongrác projekt a 2009-es első tervektől a 2010-2011-es pályázaton át a 2012-2015 között lezajlott megvalósításig tartott. Bár a projekt költségvetése csak részleges felújítást tett lehetővé, így is nagy hatással volt a lakótelep életére, célzottan befolyásolva annak jövőjét is. A projekt (pályázat) célja a Pongráctelep 20 társasházának, benne 74 szociális bérlakásának gépészeti felújítása, önkormányzati közintézményeinek (bölcsőde-óvoda) és közterületeinek megújítása, és a közösségi élet erősítése közösségi ház kialakításával, civil programok támogatásával.
A Kis-Pongrác projekt tervezett finanszírozásából az európai uniós támogatás 929,5 millió Ft volt, amihez társult az önkormányzati önrész 190,5 millió Ft-ja és a lakossági önrész mintegy 56 millió Ft-ja, vagyis az 1,176 milliárd Ft-os teljes pályázati költségvetés 79%-át az EU fizette, 16% az önkormányzati és 5% a lakossági önrész aránya. A tervezett befejezés határideje 2013.12.31 volt, amit többször hosszabbítottak végül 2015.05.31-ig.

## 2009 - Az elhatározás
2009-ben a kőbányai önkormányzat elhatározta, hogy pályázni fog az európai uniós társfinanszírozású Közép-magyarországi régió operatív programjában (KMOP) a Pongráctelep szociális városrehabilitációjára.
A kerületi önkormányzat kezdettől fogva „Kis-Pongrác” lakótelepként nevezi a Pongrác út 9. sz. alatt épült lakótelepet, néha „Nagy-Pongrác” néven utalva a Pongrác út 17. sz. alatti lakótelepre. A Kis-Pongrác elnevezést átvette az induló városrehabilitációs projekt, innentől kezdve hivatalosan ezt a nevet használták minden dokumentumban, jóllehet a helybeli lakosok sohasem nevezték így lakóhelyüket, ők mindig csak Pongrác út 9., Pongrác úti lakótelep, vagy egyszerűen csak Pongráctelep néven illetik szűkebb pátriájukat.
A X. kerületi képviselő-testület 1283-1285/2009. (VII. 16.) sz. Bp. Föv. X. ker. Kőb. Önk. határozataival döntött arról, hogy a KMOP Integrált Szociális Városrehabilitáció - Hagyományos építésű városi területek rehabilitációja (KMOP-2009-5.1.1/A ill. I/B) pályázati konstrukció keretén belül pályázatot kíván benyújtani a Budapest, X. ker. Salgótarjáni út - Pongrácz út - Csilla utca - Gyöngyike utca által határolt ún. Kis-Pongrác lakótelep területére a 2009-ben kiírásra kerülő pályázat keretében, és pályázat önkormányzati önrészét maximum 300 millió Ft összegben az „esetleges kieső bevételekre képzett céltartalék" terhére biztosítani kívánja.

## 2009 - Igényfelmérés[3]
A tervezéshez igényfelmérést végeztetett az önkormányzat a pongráctelepi lakosság körében. Első körben 2009. nyár elején a közös képviselők körében, személyes találkozó és az épületek szemrevételezése mellett kérdőíves igényfelméréssel rögzítették a lakóépületek általános műszaki állapotát, a korábban elvégzett felújításokat, a szükséges-tervezett felújítások tartalmát és a közösségek által javasolt, támogatott lakókörnyezeti fejlesztéseket. Az igényfelmérés elsősorban a társasházak felújítási programjának meghatározását szolgálta, azonban a lakókörnyezettel szemben támasztott elvárások megismerése is fontos szempont volt.
Következő lépésként a Pongráctelepen 2009. július-augusztus hónapban - az ELTE Társadalomtudományi Kar Városi és Regionális Kutatások Központjának kutatói kimondottan a szociális városrehabilitációs pályázat háttéranyagaként, a pályázati programot alátámasztó igényfelmérés szándékával reprezentatív kérdőíves szociológiai felmérést készítettek, melyet egy interjú sorozat is kísért. A kétféle feltárás tapasztalatait egy összefoglaló tanulmányban rögzítették.
Ezt időben követve, szeptember-október hónapban közösségfejlesztők készítettek személyes interjúkat a lakossággal, továbbá csoportosan találkoztak a telep közös képviselőivel, valamint a helyi intézmények vezetőivel. Emellett a polgármesteri hivatal több munkatársával folytattak feltáró beszélgetést. Ehhez kapcsolódott a terület egyéb adatainak összegyűjtése és feldolgozása, amelyet egy, a közösségi élet fejlesztésére irányuló tanulmányban összesítettek.
A 2001-es népszámlálás szerint 1783 fő élt itt, a szociológiai kutatáshoz használt kérdőívezés az itt található 890 lakásból minden második háztartást közvetlenül elért: összesen 461 családról, 957 családtagról tartalmaz információkat. A közösségfejlesztési feltárás során is szinte minden interjúalany pongráctelepi lakos első, vagy nagyon fontos helyen említette a közbiztonság problémáját, de az interjúkban hasonlóan fontosnak ítélték - ezzel erős összefüggésben - a fiatalok értelmes elfoglaltság iránt észlelt szükségletét, valamint a találkozóhely - közösségi tér hiányát.
Az akcióterület GYELV (SWOT) elemzése (stratégia alkotáshoz a négy fő szempontrendszer feltárása):
| Erősségek | Gyengeségek |
| - Nagy zöldfelület - Alacsony tartós munkanélküliségi ráta - Építészetileg egységes, zárt terület - Lakossági szolgáltatások betelepítésének lehetősége - Kihasználatlan helyiségkapacitás a két „szolgáltatóházban" - Óvóhelyek ideiglenes hasznosításának lehetősége                                                | - A lakótelep kedvezőtlen imázsa, fővároson és kerületen belüli kedvezőtlen megítélése - Rossz közlekedési, tömegközlekedési kapcsolatok - Magas munkanélküliségi arány - Komfort nélküli és alacsony komfortfokozatú lakások magas aránya - Fővárosi Gázművek iparterületének közelsége - Rossz közbiztonság - Lakossági szolgáltatások hiánya - Alacsony vállalkozói jelenlét - Zárt, zsákszerű lakótelep - Erős zaj és rezgésterhelés a környező MÁV vasútvonalak miatt |
| Lehetőségek | Veszélyek |
| - Közterületek felújítása - Lakossági szolgáltatások betelepítése - Helyi munkaerő képzése, foglalkoztatása - Hátrányos helyzetűek és a kisebbség bevonása a rehabilitáció megvalósításába és fenntartásába - Fizetőképes lakosság betelepülése - A rehabilitáció megvalósításával nő a vállalkozók száma a területen | - Szegregáció növekedése - Lakosság elöregedése - Környezeti zaj és rezgésterhelések miatt lakossági elvándorlás - Munkaképes lakosság csökkenése - Munkanélküliség növekedése - Gazdasági környezet negatív változása |

A pályázati dokumentáció benyújtásához szükséges előzetes akcióterületi terv (EAT) munkaközi anyagának összeállítása még 2009 szeptemberében megtörtént. Az EAT felépítése és tartalma a 2008. évi pályázati kiírás és EAT útmutató alapján került kialakításra, mivel a 2009. évi pályázati kiírás akkor még nem jelent meg.
A 2009-es tervek a későbbiekhez képest még nagyvonalúbb fejlesztéseket céloztak meg: a Pongráctelep 888 lakásának összevonásokkal kb. 600 lakássá csökkentését, parkolók bővítését, a régi szolgáltatóház helyén új, korszerű kereskedelmi-szolgáltató funkciójú épületegyüttes építését a Pongrác út – Csilla utca sarkán.  A lakótelep házai között lévő zöldterületek minőségi fejlesztésének tervezésébe, kivitelezésébe és a fenntartás megszervezésébe javasolja bevonni az ott élő embereket is.

## 2009. december – az Európai Uniós pályázat kiírása[3]
2009. december 8-án hirdették meg a KMOP-2009-5.1.1/A jelű szociális városrehabiltációs pályázatot, mely támogatandó célként az alábbiakat fogalmazta meg:
„a szociális típusú városrehabilitáció alapvető célja a városok leromlott vagy leszakadó városrészeinek leromlását okozó folyamatok megállítása és megfordítása. A városok egyes társadalmi-fizikai-gazdasági szempontból is leszakadó, vagy leszakadással fenyegetett településrészei fizikai állapota erősen leromlott, lakosságcsoportjaik társadalmi helyzete, foglalkoztatási színvonala, életkörülményei szegényes, a településrész városi és közösségi funkciókkal való ellátottsága alacsony szintű, a városrész nem képes bekapcsolódni a város társadalmi-gazdasági vérkeringésébe. Egyes területeken koncentráltan jelentkezik a munkanélküliség, melyet tovább súlyosbítanak a hátrányos helyzetű csoportok jelenlétéből, és a közbiztonság romlásából származó problémák. 
A rehabilitáció célja az, hogy a helyi hátrányos helyzetű lakosság életminősége és esélyei javuljanak, az épített környezete minőségi változáson menjen át, a program gazdája az adott városrészben valósítson meg felzárkóztató programokat a társadalmi helyzet javítása érdekében.A szociális célú városrehabilitáció különböző típusú célterületeket érinthet: a paneles lakótelepeken kívül szintén érintett területek lehetnek a nagyobb kiterjedésű, városi szövetbe ágyazott, hagyományos építésű, vegyes lakosság összetételű, leromlott városrészek, ahol a cél a további szegregációs folyamatok megállítása, és lehetőség szerint a terület státuszának emelése, ami hosszabb távon a magasabb státuszú lakosság területre vonzásával valósulhat meg az eredeti lakosság nagy részének megtartása mellett. A cél tehát heterogénebb, integrációra alkalmasabb környezet és társadalom kialakítása."
A pontos pályázati feltételek ismeretében az első forduló 2010. április 15-i határidejéig sikerült a 2009-es terveket a pályázatnak megfelelően kiegészíteni és átdolgozni. A pályázati anyag általános célként a Pongráctelep fizikai-társadalmi leromlásának megállítását tűzte ki, a lakótelep elszigeteltségének („szegregátum”) feloldását, felértékelődésének megindítását előmozdítva társadalmi, szociális integráló, életminőség javító és környezetjavító beavatkozásokkal. 

## 2010 - A pályázat részletes kidolgozása[3]
A projektjavaslat a terület megújítását célzó műszaki beavatkozásokból (zöldfelület-közterület megújítás, közösségi klub kialakítása, társasház felújítás) valamint azokat kiegészítő közösségépítő programelemekből tevődnek össze, az alábbiak szerint:
I. Lakófunkciót erősítő tevékenységek
- Társasházak közös tulajdonú részeinek felújítása, cseréje, korszerűsítése, úgymint tető, homlokzat, gépészet (víz-szennyvíz-gáz-áram), lépcsőházak, lépcsőházi nyílászárók.
- Társasházakban lévő önkormányzati tulajdonú szociális bérlakások komfortosítása (fürdőszoba és WC helyiségek víz-szennyvíz vezetékhálózatának cseréje). 2009-ben a területen lévő 20 társasház mindegyike tartott társasházi közgyűlést, amelyen megvitatta a felújítási igényeket és határozatot hozott arról, hogy részt kívánnak venni az európai uniós projektben és az ehhez szükséges önrészt biztosítani fogják.
II. Közösségi funkciókat szolgáló tevékenységek
- A volt közfürdő épületében a használaton kívül lévő volt pártiroda és szolgálati lakás Kis-Pongrác közösségi ház-klub kialakítása kapcsolódó eszközbeszerzéssel.
III. Közszféra funkcióinak megerősítését szolgáló fejlesztések
- A bölcsőde, óvoda és gyermekek átmeneti otthona épület tetőszerkezetének felújítása.
IV. Közterületek fejlesztése (városi funkció)
- Közterületek komplex felújítása.
- Zöldterületek, járdák, közösségi és városi terek, játszóterek, parkolóhelyek felújítása, kiépítése, hulladékgyűjtés helyszíneinek kialakítása.
- Térfigyelő kamerarendszer telepítése és csatlakoztatása a rendőrségi hálózathoz.
- Kapcsolódó eszközbeszerzés.
- Közutak forgalomtechnikai korszerűsítése, fejlesztése, parkolóhelyek kijelölése.
- Közműfejlesztés, közvilágítás korszerűsítése.
V. Gazdasági funkciót szolgáló tevékenységek
- Egyéni vállalkozó tulajdonában lévő Pongrác Irodaház épületének külső felújítása.
VI. Az infrastrukturális beruházás jellegű fejlesztéseket kiegészítő („soft") elemek. A Kis-Pongrác telep megújítását célzó műszaki beavatkozásokat közösségépítő és a foglalkoztatás javítását szolgáló úgynevezett „soft" (= nem építés jellegű) projektelemek egészítik ki.
- Az érintett lakosság bevonását célzó akciók, közösségfejlesztést és a szabadidő hasznos eltöltését segítő szolgáltatások, tanfolyamok, képzési programok kialakítása, munkaerőpiaci, iskolai felzárkóztatási, képzési programok, családsegítő szolgáltatások, bűnmegelőzést elősegítő programok, tájékoztató fórumok, honlapfejlesztés, stb.
A „soft" projektelemek két részre oszlanak:
- A programalapnak nevezett közvetett támogatási forma alapítványoknak, egyesületeknek fog kisösszegű támogatást nyújtani a projekt keretén belül lebonyolítandó pályázat alapján; erre önkormányzati intézmény nem pályázhat.
- Az általános „soft" elemek között szerepelnek azon tevékenységek, amelyet konzorciumi partnerként bevont önkormányzati intézmények (Kőbányai Gyermekjóléti Központ, Pataky Attila Híradásipari és Informatikai Szakközépiskola, Kőkert Kőbányai Kerületgondnoksági és Településüzemeltetési Nonprofit Közhasznú Kft., Családsegítő Szolgálat) illetve a BRFK X. kerületi Főkapitánysága fognak ellátni.
Az általános „soft" elemekben közreműködő kerületi önkormányzati intézmények elsősorban saját teljesítésként fogják ellátni a feladatot: tehát nem megbízási szerződéssel, külső szakember alkalmazásával, hanem az önkormányzati intézményekben a projekt időtartamára (2,5 év) és az utánkövetési időszakban (további 3 év) határozott idejű jogviszonyban dolgozó munkatársak alkalmazásával. Ennek a projekt megvalósítási időszakára eső bér- és járulékterhei a projekt keretén belül elszámolhatók.

## 2010-2011 A pályázat beadása és elfogadása
2010 márciusára a tervezéssel megbízott MaHill Mérnökiroda Kft. elkészítette az előzetes akciótervet (EAT), ami alapján a benyújtott pályázatot 2010. augusztus végére előzetesen elfogadta a Regionális Fejlesztési Programok Irányító Hatósága. További átdolgozás után 2011. májusban benyújtotta a kőbányai önkormányzat a végleges tervet, aminek elfogadása után 2011. december 11-én kötötték meg a Támogatási Szerződést, és felállt a projekt végrehajtással megbízott Kőbányai Vagyonkezelő Zrt. szervezetén belül önálló egységként a háromtagú projektmenedzsment Réthi Adrienn projektmenedzser, Frank István műszaki menedzser és Gera Zoltán soft menedzser részvételével.

### A Kis-Pongrác projekt elfogadott finanszírozása
Projekt teljes bruttó összköltsége:
| Projekt teljes bruttó összköltsége:   | 1.179.724.900.- Ft | 100,00 % |
| Igényelt EU támogatás bruttó összege: | 930.328.435.- Ft   | 78,86 %  |
| Önkormányzati önrész bruttó összege:  | 178.407.090.- Ft   | 15,12 %  |
| Lakossági és vállalkozói önrész:      | 70.989.375.- Ft    | 6,02 %   |

### Konzorciumi partnerek
A projektgazda Kőbányai Önkormányzat a megvalósítás és a fenntartható üzemeltetés érdekében konzorciumi partnerként vonta be az általános soft elemekben közreműködő alábbi intézményeket:
- Kőbányai Gyermekjóléti Központ (ma BÁRKA Kőbányai Humánszolgáltató Nonprofit Kft.),
- Pataky István Híradásipari és Informatikai Szakközépiskola,
- Kőkért Kőbányai Kerületgondnoksági és Településüzemeltetési Nonprofit Közhasznú Kft.,
- Családsegítő Szolgálat,
- BRFK X. kerületi Főkapitánysága.
- a lakótelepen lévő, a felújítási programban szereplő valamennyi társasházat (20 társasház);
- Mravik Pál egyéni vállalkozó (Pongrác irodaház);
- a projektmenedzsment feladatokat ellátó és a soft elemek közül a programalapnak nevezett közvetett támogatási forma pályázati koordinációját ellátó Városfejlesztő Társaság (a Kőbányai Vagyonkezelő Zrt.-n belül került kialakításra).
A konzorciumi partnerekkel a projektgazda együttműködési megállapodást írt alá. 

## 2012-2015 A projekt végrehajtása[4]
A 2012. januári nyitórendezvény után 2012 tavaszán közbeszerzési pályázatokon kiválasztották az óvoda-bölcsőde-gyermekek átmeneti otthona tetőszerkezetének felújítására, illetve az egész projekt műszaki ellenőri munkájára a nyertes vállalkozókat, valamint lebonyolították a soft elemekre meghirdetett mini-pályázatokat civil szervezeteknek. 2012. március 27-én bevonták a konzorciumi szerződésbe a 20 pongráctelepi társasházat, hogy az egyes társasházak részleges felújításaira külön közbeszerzési pályázatokat lehessen kiírni, a bírálóbizottságba bevonva a közös képviselőket is. 2012. május 18-án táblaavató rendezvény keretében Infopontot alakítottak ki a helyi nyugdíjas klubban, majd 2012. október 27-én a volt közfürdő épületben ünnepélyesen megnyitották a Pongrác Közösségi Házat, amelyben civil szervezetek, a kerületi rendőrség, a Pataky Szakközépiskola, a Bárka és a Kőkert is vállaltak képzési, közösségfejlesztési, információs, foglalkoztatási, stb. programokat. Ezek a programok jórészt 2013 végéig zajlottak le.
2012 szeptemberében lezárultak a társasházak felújításai részpályáztatásai, azonban a 20-ból 5 társasház esetében a nyertes pályázó a pályázatban meghirdetettnél nagyobb összegért vállalta volna a kivitelezést, ezért ezeknél a társasházaknál új közbeszerzési pályázati körre volt szükség. A többi 15 társasháznál 2013 tavaszán-nyarán zajlottak le a felújítási munkálatok. Az egyes társasházak részpályázatok keretében, a 15 %-os önrész vállalási teherbírásuk függvényében saját célokat tűztek ki, a legkisebb társasházi pályázat 5,78 millió Ft volt (867 ezer Ft-os önrésszel), a legnagyobb pedig 42,3 millió Ft (6,34 millió Ft-os önrésszel). A társasházak pályázatain kívül az összesen mintegy 74 önkormányzati szociális bérlakásban a belső víz- és szennyvíz vezetékrendszert cserélték.
2013 januárjában átszervezték a projektmenedzsmentet Réthi Adrienn elhalálozása miatt. Az új projektmenedzser Szabó Ágoston, az új műszaki menedzser Tóth György lett. 2013 nyár elején fakivágásokkal kezdődött zöldterületek megújítása, a váratlan lakossági tiltakozás miatt a projekt végül személyes bejárásokon egyeztette a kivágandó fákat. 2013 őszén új parkolókat építettek a Salgótarjáni utcában (a 37-es villamos töltése mellett), a Gyöngyike utca déli részében és a régi 1. és 10. épületek mögött. A Gyöngyike utca északi részére, valamint a Pongrác út mentén tervezett parkolók építését közműkiváltások miatt elhalasztották. Az új parkolók építésén kívül forgalomtechnikai korszerűsítést is végeztek: forgalomcsillapító szigetek építése mellett táblákkal és felfestett jelekkel egyirányúsították a Gyöngyik utcát, a Csilla utca nyugati részét és a belső (névtelen) utcákat, egy oldalra rendezve az úttest széleken való parkolási lehetőségeket.
2014. januártól a projekt teljes körűen átadta fenntartásra a Pongrác Közösségi Házat a kőbányai önkormányzat által megbízott BÁRKA Kőbányai Humánszolgáltató Központnak. 2014 tavaszán-nyarán (második körös közbeszerzési pályázat után) a maradék 5 társasháznál is lezajlottak a részleges felújítási munkálatok. Ebben a fázisban történt a 20 társasház közül csak két társasház pályázatában vállalt homlokzat felújítás is. A társasházak többségében „csak” a kevésbé látványos, de annál fontosabb tető és gépészeti felújítások történtek meg.  2014. nyárra elkészültek a közműkiváltás miatt halasztott parkolóépítések a Gyöngyike utcában és a Pongrác úton.
2014. nyár végétől kezdődtek a járdák újraaszfaltozása, valamint térkövezett és murvás kerti sétányok kiépítése, új padok, asztalok és szemetesek kihelyezése. Ezzel párhuzamosan zajlottak a kertészeti munkák: 146 új fa mellett új, rendezett cserjefelületek kialakítása, füvesítés. Az elhúzódó közbeszerzés miatt a kertészeti munkák végére, 2014. november-decemberre esett az árokásással járó közvilágítási korszerűsítés és 12 db térfigyelő kamera telepítése (az utca sarkokon, valamint az iskola előtt és mögött). A játszótér megkezdett felújítását a téli időjárás beköszöntével félbeszakították.
2015 tavaszán befejezték a játszótér felújítását és a kertészeti munkálatokat, majd 2015. május 15-én utcai záró rendezvénnyel fejezte be érdemi tevékenységét a Kis-Pongrác projekt.

Az ilyen városrehabilitációs projekteknél uniós előírás az egyes projekt fejlesztések állapotának 5 éven tartó megőrzési kötelezettsége. A Pongrác Közösségi Ház fenntartója a kerületi önkormányzat a BÁRKA Kőbányai Humánszolgáltató Központon keresztül, míg a közterületek (zöldterületek) karbantartásáért a Kőkert Kft. felel.

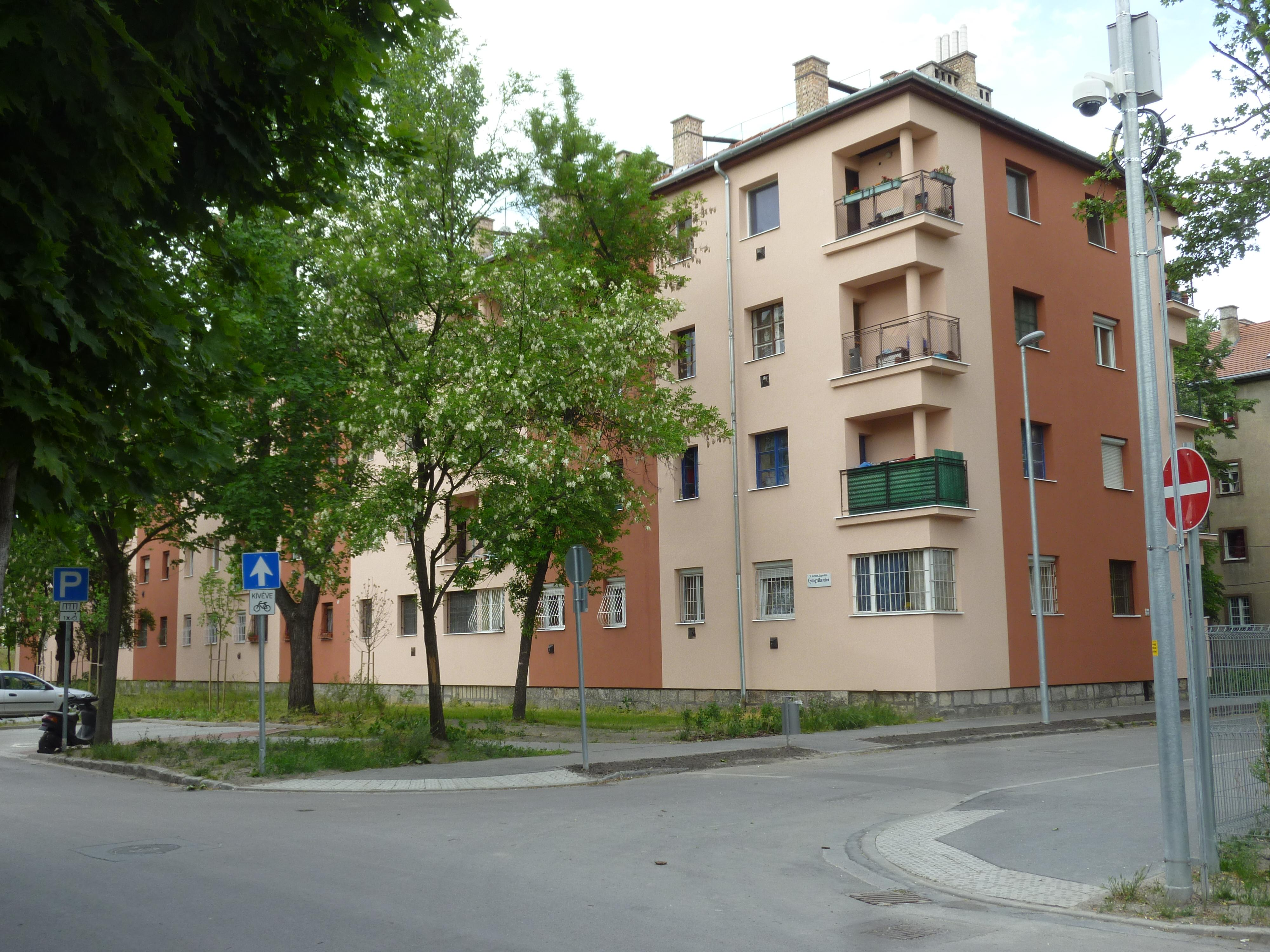
Felújított társasház, felújított közterületek.
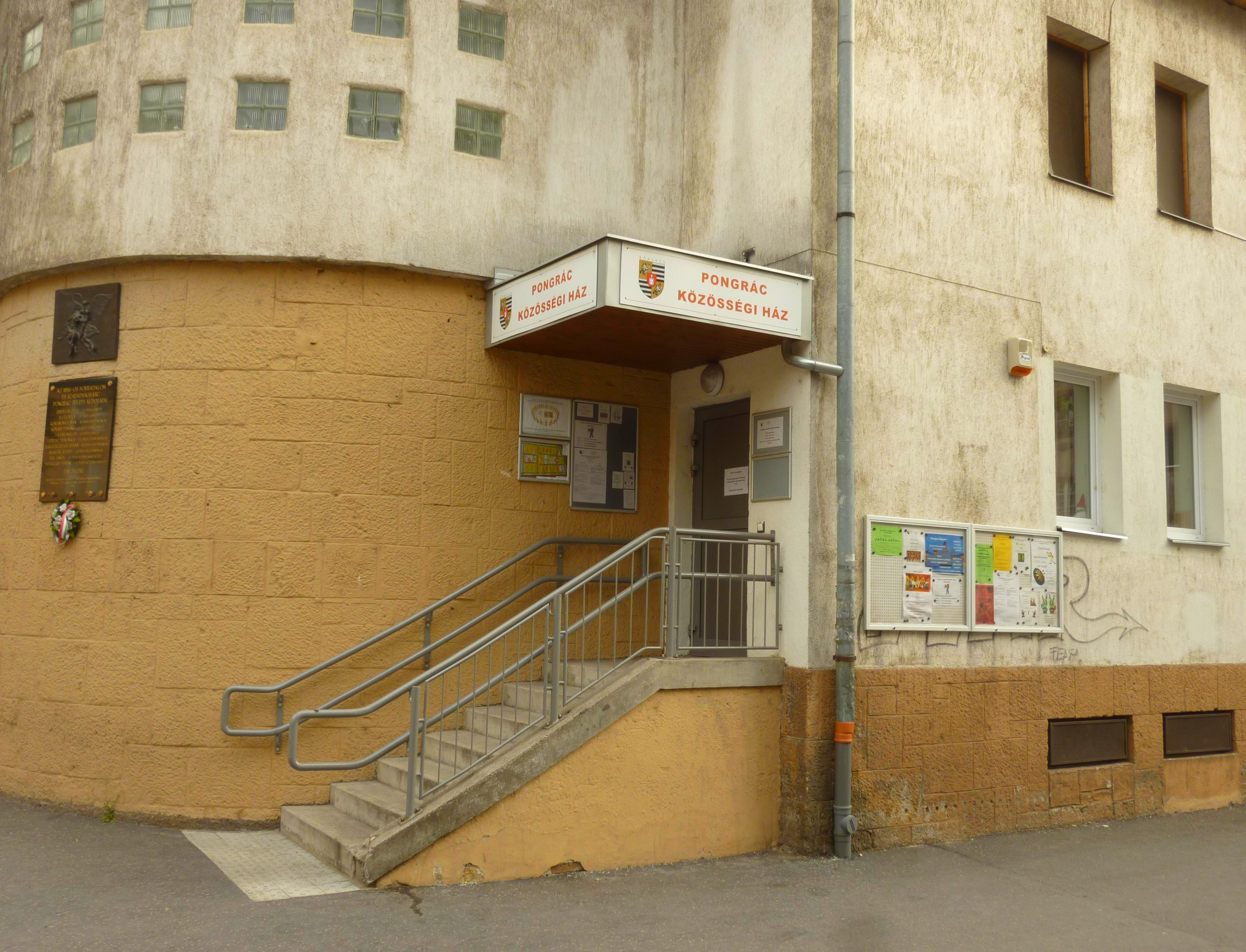
Pongrác Közösségi Ház
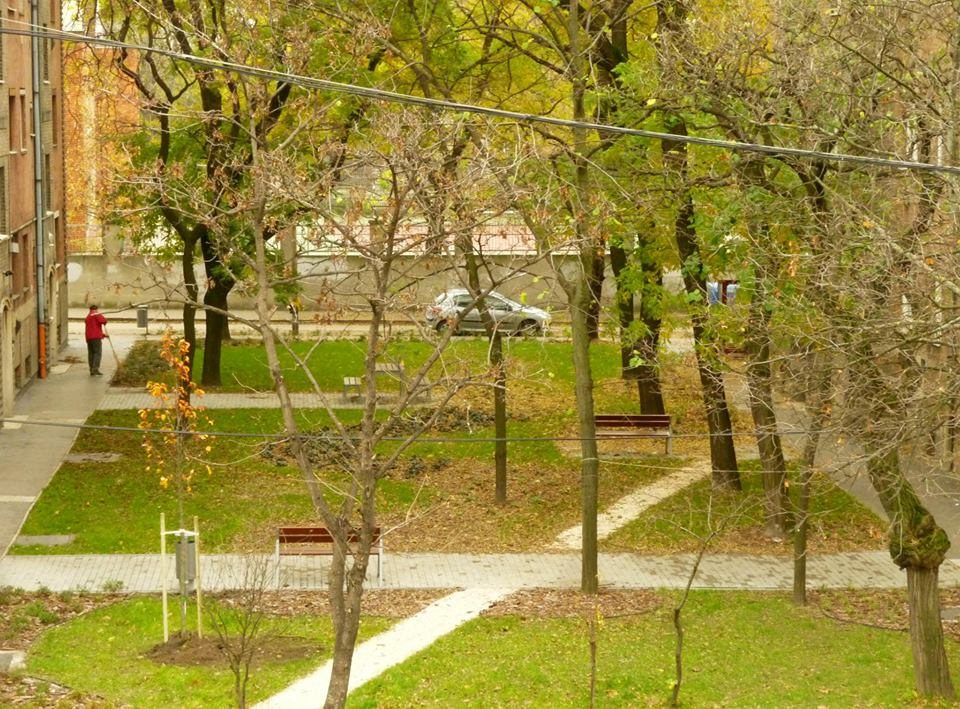
Felújított zöldterületek.
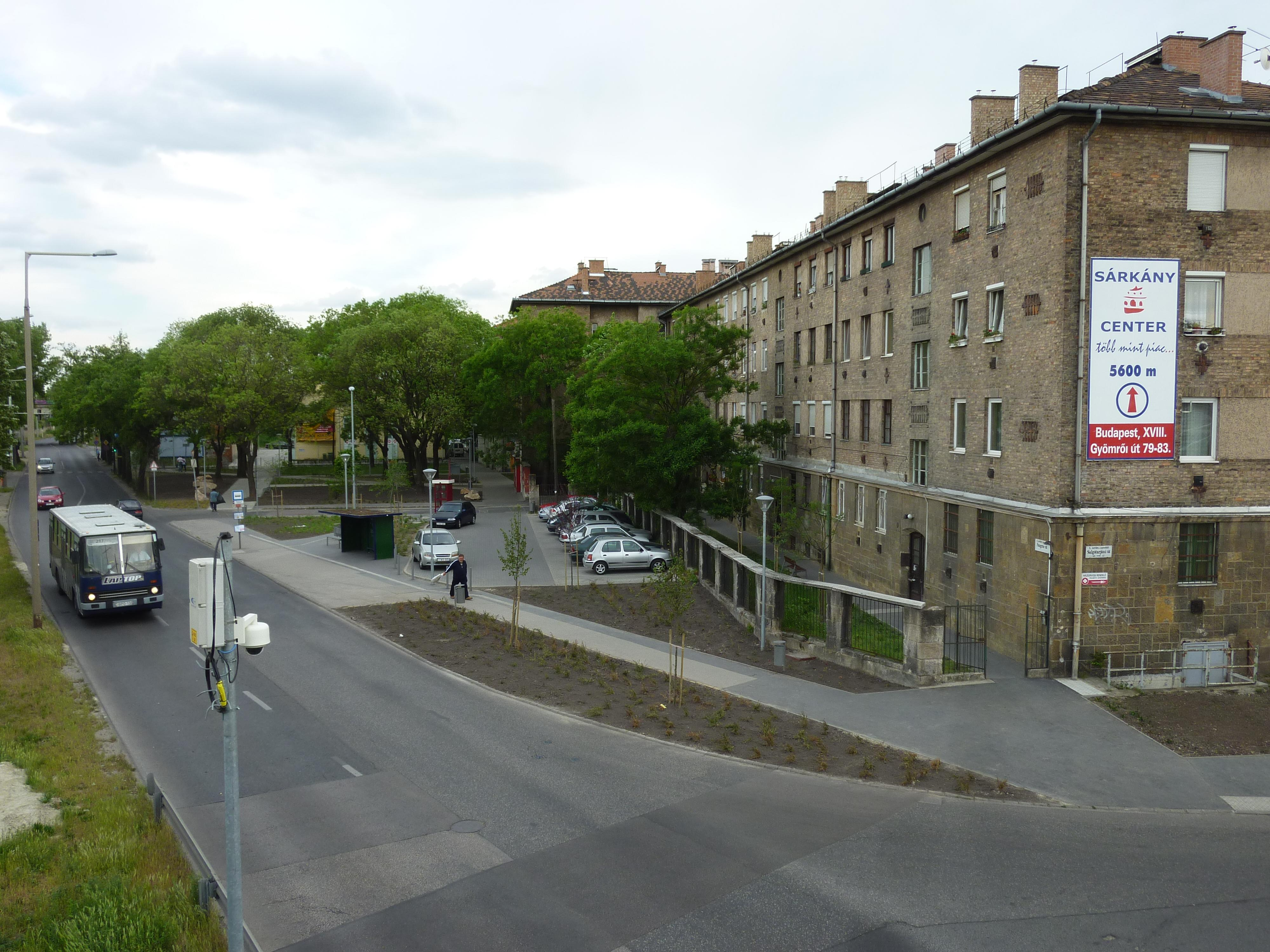
Pongrác út - Salgótarjáni utca sarka, térfigyelő kamera, új parkoló, megújított közterületek.
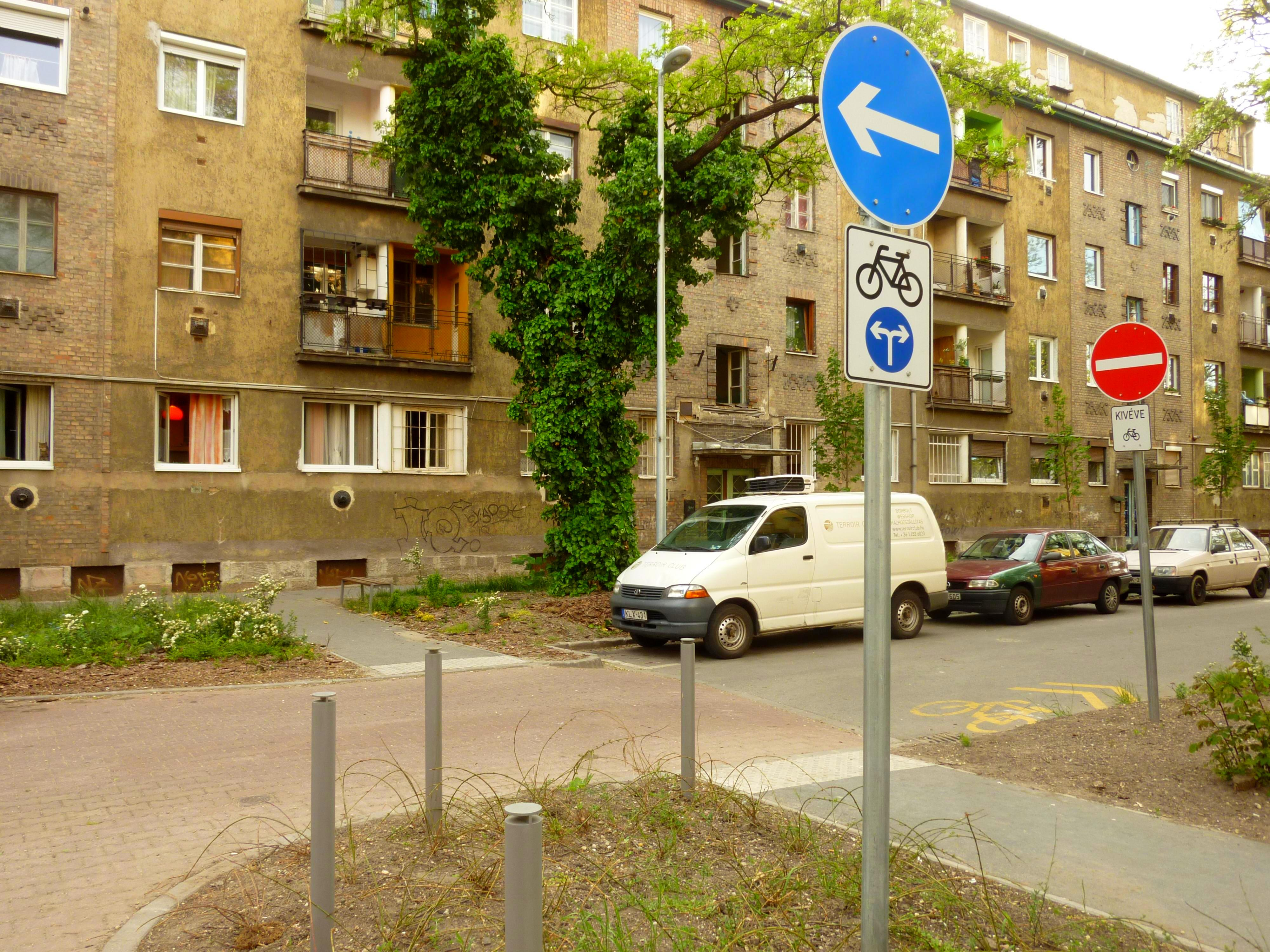
A projekt forgalomtechnikai fejlesztései.

## 2011-2014 Projekten kívüli felújítások[4]
A Kis-Pongrác projekttel párhuzamosan, de tőle (részben) függetlenül valósultak meg a következő felújítások a Pongráctelepen és a közvetlen környékén: a kőbányai önkormányzat 2011-ben az orvosi rendelőt, 2013-ban a Gyöngyike utca és az észak-déli irányú, rövid belső keresztutca aszfaltozását újította fel. 2012-ben a Fővárosi Csatornázási Művek kicserélte a Pongráctelep két főcsatornáját, ennek következményeként (nagyrészt) újraaszfaltozták a két kelet-nyugat irányú, hosszanti belső utcát. Végül a BKV szintén 2012-ben újította fel a 37-es villamos vonalán az elhasználódott Pongrác úti hidat; valamint 2014-ben a kerületi önkormányzat és a Honvédelmi Minisztérium zebra kialakítással rendezte a Zách utca – Salgótarjáni utca kereszteződésben a gyalogos átkelési lehetőségeket.
A Pongráctelepen látható, leromlott állagú műalkotások közül a Család c. szobrot a Budapest Történeti Múzeum Budapest Galéria újította fel teljes körűen 2013-ban, a Munka c. szobrot viszont a projekt újította fel. Nem felújítás, de ide tartozik az 1956-os pongráctelepi áldozatok emlékére 2013-ban a Kőbányai Önkormányzat és a Pongrác Egyesület által felavatott kisplasztika és emléktábla is a Pongrác Közösségi Ház falán.

## Összegzés
A Kis-Pongrác projekt és a vele párhuzamosan lezajlott felújítások összességében emelték a Pongráctelep infrastrukturális állapotát, lakókörnyezeti nívóját, azonban a helybeli lakosságot nem nagyon sikerült bevonni a projekt előkészítésébe és végrehajtásába. A projekt által javasolt Szomszédsági Tanács nem alakult meg, a helybeli lakosok által eredetileg 2013-ban alapított Pongrác Egyesületet csak 2015 áprilisában jegyezte be a bíróság.